# Phlegetonia opposita
Phlegetonia opposita là một loài bướm đêm trong họ Noctuidae.